# Christopher Uckermann
Christopher Alexander Luis Casillas von Uckermann (né le 21 octobre 1986 à Mexico) est un acteur, chanteur-compositeur, producteur de musique et entrepreneur mexicain.

## Télévision
- depuis 2018 : Diablero : Père Ramiro Ventura

## Discographie
Uckermann a été membre de RDB, formation musicale qui s'est dissociée en 2015. Il poursuit ensuite une carrière solo, sous son propre nom.